# Dunkeldové
Dunkeldové, anglicky House of Dunkeld, skotskou gaelštinou Dùn Chailleann (doslova „pevnost Kaledonců“), je označení pro rodovou linii skotských králů vládnoucí v rozpětí dvou a půl století mezi lety 1034 a 1286. Někdy jsou nazýváni také Canmoreové či MacMalcolm, podle Malcolma III. Canmora, který dynastii na trůnu etabloval a zařadil se mezi nejvýznamnější panovníky skotského středověku.
Název je odvozen od města a opatství Dunkeld ve středním Skotsku severně od Perthu, kde působil Crínán z Dunkeldu, který se oženil s princeznou Bethóc, dcerou Malcolma II. MacAlpina, a tím založil nárok svých potomků na skotský trůn.
Prvním králem z Dunkeldů byl Crínánův syn Duncan I., po matce vnuk krále Malcolma II., posledního člena předešlé královské dynastie Alpin. Byl to však málo schopný a velmi neoblíbený panovník, což roku 1040 vedlo k jeho svržení a nastolení krále Macbetha z rodu Moray, někdejšího Duncanova spojence a možná bratrance. Teprve Duncanovu synu Malcolmovi III. se roku 1058 podařilo trůn definitivně získat pro Dunkeldy, kteří pak vládli až do roku 1286, kdy smrtí Alexandra III. vymřeli po meči. Následovala poměrně dlouhá doba interregna a bojů o následnictví, z nichž načas vyšel vítězně Jan Balliol, vzdálený potomek krále Davida I., a po něm s větším úspěchem Robert Bruce, rovněž potomek stejného krále.
Biologicky však rod Dunkeldů v mužské linii pokračuje díky nemanželskému synu krále Viléma Lva, princi Robertovi, který se oženil s dědičkou normanského rodu Lundin a přijal jeho jméno. O mnoho století později (roku 1679) anglický a skotský král Karel II. udělil členům této rodiny právo nosit skotský královský znak.

## Panovníci dynastie

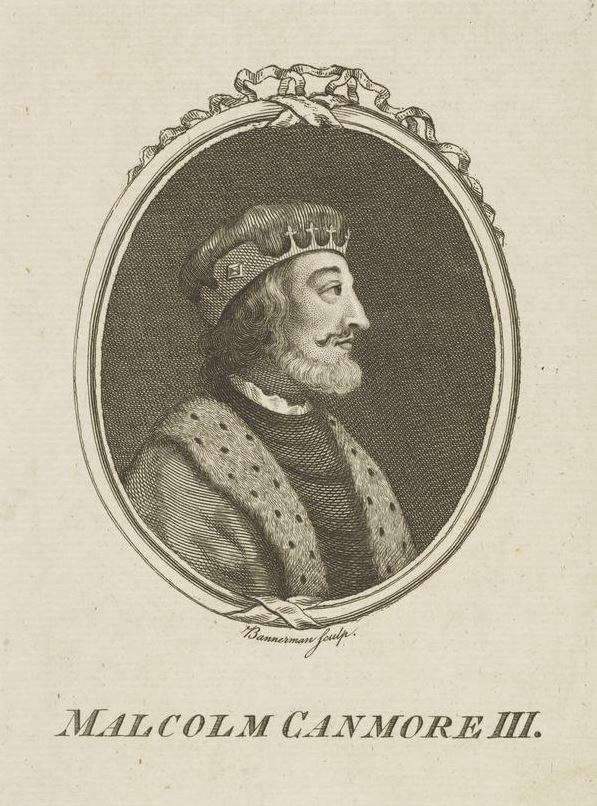
Malcolm III.

- Malcolm III.1034–1040 Duncan I. (žil asi 1001 – 1040)
- přerušení vládou rodu Moray
- 1058–1093 Malcolm III. (1031–1093), syn
- 1093–1094; 1094–1097 Donald III. (1032–1099), bratr
- 1094 Duncan II. (1060–1094), synovec (syn Malcolma III.)
- 1097–1107 Edgar (1074–1107), bratr
- 1107–1124 Alexandr I. (1078–1124), bratr
- 1124–1153 David I. (1084–1153), bratr
- 1153–1165 Malcolm IV. (1141–1165), vnuk
- 1165–1214 Vilém I. (1142–1214), bratr, nejdéle vládnoucí panovník v dějinách samostatného Skotska[pozn. 1]
- 1214–1249 Alexandr II. (1198–1249), syn
- 1249–1286 Alexandr III. (1241–1286), syn
- (1286 Markéta I. (1283–1290), vnučka)